# Bradycellus longipennis
Bradycellus longipennis är en skalbaggsart som beskrevs av Thomas Casey. Bradycellus longipennis ingår i släktet Bradycellus och familjen jordlöpare. Inga underarter finns listade i Catalogue of Life.